# Eurico Carrapatoso
Eurico Carrapatoso (Mirandela, Portugal, 1962) és un compositor portuguès. Va estudiar música a Conservatori de Música de Lisboa amb Constança Capdeville i Jorge Peixinho.

## Obres
Entre les seves obres destaquen:

### Orquestra
- Deploração sobre a morte de Jorge Peixinho (1998)
- Modos de expressão ilimitada (1998)
- Aver-o-Mar (1999)
- Música praxitélica para dois deuses do Olimpo (2005)
- Tempus fugit (2008)
- Como peixe português na água tropical (2009)

### Cambra
- Cinco elegias (1997)
- Cinco miniaturas (2000)
- La rue du chat qui pêche (2000)
- Da loucura, do grotesco e da morte em Peer Gynt (2001-2004)
- In illo tempore (2009)
- O espelho da alma (2009)

### Vocal
- In paradisum (1994)
- Magnificat em talha dourada (1998)
- O lobo Diogo e o mosquito Valentim (2002)
- A Floresta (2004)
- Requiem à memória de Passos Manuel (2005)
- Stabat Mater (2008)